# Pizionice
Pizionice (Atene, ... – ...; fl. IV secolo a.C.) è stata una famosa etera ateniese della seconda metà del IV secolo a.C.
Nel 329 a.C. fu portata a Babilonia da Arpalo, il tesoriere che Alessandro Magno aveva posto a capo della provincia babilonese prima di partire per la sua campagna militare in India. Qui Pizionice venne mantenuta da Arpalo a spese del tesoro dello stato. Dopo la sua morte, avvenuta prima del 324 a.C., Arpalo la fece consacrare come "Afrodite Pizionica", e in suo onore fece erigere a Babilonia, come anche in una strada di Atene, sontuosi monumenti sepolcrali come quelli di Eleusi. A causa del loro costo (presumibilmente oltre 200 talenti) e delle loro dimensioni, che mettevano in ombra quelli dei grandi ateniesi come Milziade, Pericle o Cimone, essi destarono il malcontento e l'indignazione popolari. 
Pizionice fu spesso oggetto di derisione nella commedia.